# Єргуш Бача
Єргуш Бача (словац. Jerguš Bača; 4 січня 1965, м. Ліптовски Мікулаш, ЧССР) — словацький хокеїст, захисник.
Виступав за ХК «Кошиці», «Гартфорд Вейлерс», «Спрингфілд Індіанс» (АХЛ), «Мілвокі Адміралс» (ІХЛ), ХК «Лександс», «Оломоуць», «Ревірлевен Обергаузен», «Дукла» (Тренчин), ХК «Ліптовски Мікулаш».
У складі національної збірної Чехословаччини (1988—1991) провів 46 матчів (1 гол); учасник чемпіонатів світу 1989 і 1990. У складі національної збірної Словаччини провів 75 матчів (5 голів); учасник зимових Олімпійських ігор 1994, учасник чемпіонатів світу 1997 і 2002, учасник Кубка світу 1996.

## Досягнення
- Чемпіон світу (2002), бронзовий призер (1989, 1990)
- Чемпіон Чехословаччини (1988)
- Чемпіон Словаччини (1999).